# Drabiv
Drabiv (in ucraino Драбів?) è un insediamento rurale ucraino (6 085 abitanti) nel distretto di Zolotonoša, nell'oblast' di Čerkasy. Ospita l'amministrazione della comunità territoriale di Drabiv, una delle comunità territoriali dell'Ucraina.
Fino al 18 luglio 2020 Drabiv è stata il centro amministrativo del distretto di Drabiv, abolito come parte della riforma amministrativa dell'Ucraina, che ha ridotto a quattro il numero dei distretti dell'oblast' di Čerkasy. L'area del distretto di Drabiv è stata fusa nel distretto di Zolotonoša.
Fino al 26 gennaio 2024 Drabiv era classificata come insediamento di tipo urbano. Da tale data è entrata in vigore una nuova legge che ha abolito questo status e Drabiv è stata riclassificata come insediamento rurale.